# 小早川祐景
小早川 祐景（こばやかわ すけかげ）は、鎌倉時代後期から南北朝時代にかけての武将。小早川氏の第3代。父は小早川景宗。

## 生涯
元弘3年（1333年）4月、足利高氏（後の尊氏）が丹波国篠村八幡宮（京都府亀岡市）で鎌倉幕府へ反旗を翻し、諸国に軍勢催促状を発すると、祐景はこれにいち早く馳せ参じ、足利軍の一員として六波羅探題を攻め落とす。この時、本宗家沼田小早川氏の小早川貞平は六波羅探題と行動を共にし、北条一族自決の場を脱出し本国へ逃げ帰り建武政権に所領を没収されている。しかし同年以来、竹原小早川氏も建武政権に度々所領を没収されているようである。
建武2年・延元元年（1335年）、足利尊氏が建武政権から離反し、翌年（1336年）1月、京都で新田義貞の軍に敗れ九州へ向かい敗走する途上の2月に兵庫で兵を募ると、祐景はこれも参陣。尊氏から安芸国都宇、竹原庄地頭職の安堵を得る。この後は、足利氏に直属し南朝方と戦っていく。
建武5年・延元3年（1338年）2月1日、南朝方の軍勢と戦い、奈良で戦死した。
建武年間における小早川景宗・祐景父子の足利尊氏への軍功は大きく、これが竹原小早川氏の勢力拡大へと繋がっていくこととなる。

## 関連史料
- 東京帝国大学文学部史料編纂所編『大日本古文書』 家わけ十一ノ一：小早川家文書之1、東京帝国大学、1927年。 NCID BN04860811。OCLC 835258028。全国書誌番号:73018529。NDLJP:1908791
- 東京帝国大学文学部史料編纂所編『大日本古文書』 家わけ十一ノ二：小早川家文書之2、東京帝国大学、1927年。 NCID BN04860811。OCLC 834195954。全国書誌番号:73018529。NDLJP:1908801